# Уэст-Гарфилд-Парк
Уэст-Гарфилд-Парк (англ. West Garfield Park) — один из 77 районов, расположенный на Уэст-Сайд, западнее городского Гарфилд-парка города Чикаго, штат Иллинойс.

## Описание
Границы Уэст-Гарфилд-Парка следующие. На севере: Уэст-Кинзи-стрит; на востоке: Хэмлин-бульвар / Саут-Индепенденс-бульвар; на юге: Уэст-Тейлор-стрит от бульвара Саут-Индепенденс до Саут-Килдэр-авеню, Саут-Килдэр-авеню от Уэст-Тейлор-стрит до Уэст-5-й-авеню, Уэст-5-я-авеню от Саут-Килдэр-авеню до Саут-Колмар-авеню; на западе: Саут-Колмар-авеню от 5-й Уэст-авеню до бульвара Уэст-Джексон, бульвар Уэст-Джексон от Саут-Колмар-авеню до Саут-Кентон-авеню, Саут-Кентон-авеню от бульвара Уэст-Джексон до Уэст-Мэдисон-стрит, Уэст-Мэдисон-стрит от Саут-Кентон-авеню до Норт-Кентон-авеню, от Норт-Кентон-авеню до Уэст-Кинзи-стрит.

### Кей-Таун
Кей-Таун (англ. K-Town) — прозвище территории, расположенной в Гумбольдт-парке, Норт-Лондейле и Уэст-Гарфилд-парке. Хотя эти длинные улицы выходят за пределы Норт-Лондейла и Уэст-Гарфилд-парка, в опубликованных источниках название Кей-Таун определяется как относящееся конкретно к району, расположенному между Норт-Лондейл и Уэст-Гарфилд-Парк, то есть к району, через который проходят эти улицы между Пуласки-роуд и Цицерон-авеню, на которой названия многих авеню с севера на юг начинаются с буквы К (Кистоун, Карлов, Кедвейл, Кила, Кеннет, Килборн, Килдэр, Колин, Колмар, Коменский, Костнер, Килпатрик, Кентон, Нокс, и Китинг). Эта территория является историческим пережитком предложения о названии улиц 1913 года, согласно которому улицы должны были систематически называться в соответствии с их расстоянием от границы штатов Иллинойса и Индианы. К, одиннадцатая буква, должна была обозначать улицы в пределах одиннадцатой мили, считая к западу от границы штата. Одиннадцатая миля — это самая восточная область, в которой план был широко реализован, поскольку многие районы на востоке уже были застроены и имели названия улиц. Часть Кей-Тауна, ограниченная улицами Уэст-Кинзи-стрит, Уэст-Чермак-роуд, Саут-Костнер-авеню и Саут-Пуласки-роуд, была внесена в список исторических районов в Национальном реестре исторических мест 9 сентября 2010 года.

## Правительство и инфраструктура
Почтовая служба США управляет почтовым отделением Мэри Элис Генри по адресу 4222 Уэст-Мэдисон-стрит (англ. West Madison Street).
Bethel New Life является основным поставщиком общественных услуг в этом районе.

## Транспорт
Этот район обслуживают две железнодорожные линии Чикагского транспортного управления, Синяя и Зелёная линии. У Зелёной линии есть надземная станция в Пуласки, а у Синей линии станция посередине скоростной автомагистрали Эйзенхауэра, также Пуласки.